# Acritus discriminatus
Acritus discriminatus är en skalbaggsart som beskrevs av Thérond 1973. Acritus discriminatus ingår i släktet Acritus och familjen stumpbaggar. Inga underarter finns listade i Catalogue of Life.